# Bet Figueras
Bet Figueras (Barcelona, 1957 - 15 d'abril de 2010) va ser una arquitecta especialitzada en paisatgisme.
Va estudiar arquitectura del paisatge a Berkeley, Georgetown i Edimburg. A principis de la dècada de 1980 torna a Barcelona i, al costat de la Rosa Barba i altres equips formats per arquitectes paisatgistes (Bet Galí, Carme Fiol, Andreu Arriola, Imma Jansana o Maria Isabel Bennassar), va aconseguir donar un nou impuls al paisatgisme.
Va formar part del Landscape Institute i de l'Associació Espanyola de Paisatgistes, a més va exercir com a professora del Màster de Paisatge a l'Escola d'Arquitectura de Barcelona de la Universitat Politècnica de Catalunya, i també treballava en el seu propi despatx en el qual va aconseguir comptar amb un equip de paisatgistes.
El 1983 va fundar, al costat de Maria Jover l'estudi Arquitectura del paisatge i, després, el 1985, va fundar Bet Figueras & Associats. Malgrat tenir el seu propi estudi, no va deixar de col·laborar en projectes d'espai obert amb grans arquitectes, com Rafael Moneo, Òscar Tusquets, o Antonio Cruz i Antonio Ortiz.
També va treballar en l'estudi de Martorell Bohigas i Mackay, realitzant obres com la remodelació del roserar del parc de Cervantes a Barcelona (1999-2003), i molts jardins privats com el de l'arquitecte Òscar Tusquets o el dels Cellers Bilbains a Haro (La Rioja).
Al costat de Carlos Ferrater i Josep Lluís Canosa va realitzar la seva obra més premiada i reconeguda: el Jardí Botànic de Barcelona (1989-1999), obra que va obtenir el premi FAD el 2000, així com el premi Ciutat de Barcelona en la categoria d'Arquitectura i Paisatgisme, el 1999.
El 1992 va participar en el disseny de les illes de la Vila Olímpica, i també són seus els projectes per al restaurant El Bulli, a Roses, i per als hotels La Florida i Omm, a Barcelona. També va dissenyar mobiliari urbà, com el límit del parterre Robert, projectat amb Miguel Milà.
Va morir, víctima de càncer, el 15 d'abril de 2010. La seva obra pòstuma va ser el jardí a la terrassa de l'Hotel Mandarin Oriental (2009-2010), que va ser remodelat també per l'equip de Carles Ferrater.
L'any 2025 l'Ajuntament de Barcelona va decidir donar el seu nom al carrer del districte de les Corts fins aleshores denominat de Jordi Girona, que incomplia la Llei de Memòria Democràtica de 2022 per estar dedicat a una persona que va participar activament en la preparació del cop d'estat de 1936.